# Matucana krahnii
Matucana krahnii ist eine Pflanzenart in der Gattung Matucana aus der Familie der Kakteengewächse (Cactaceae). Das Artepitheton krahnii ehrt den deutschen Kakteensammler Wolfgang Krahn (* 1939).

## Beschreibung
Matucana krahnii wächst meist einzeln und nur selten sprossend mit abgeflacht kugelförmigen bis kurz zylindrischen, graugrünen Trieben und erreicht bei Durchmessern von 5 bis 10 Zentimetern Wuchshöhen von 10 bis 14 Zentimeter. Es sind zehn bis 18 niedrige und breite, konisch gehöckerte Rippen vorhanden. Die meist gebogenen, biegsamen, gelblich braunen Dornen vergrauen im Alter. Die ein bis vier Mitteldornen sind 2 bis 15 Zentimeter, die acht bis 18 Randdornen 1,5 bis 5 Zentimeter lang.
Die geraden bis leicht gebogenen, karminroten Blüten sind bis zu 8,5 Zentimeter lang und weisen einen Durchmesser von 7 Zentimeter auf. Die kugelförmigen, grünen Früchte erreichen einen Durchmesser von bis zu 1 Zentimeter.

## Verbreitung, Systematik und Gefährdung
Matucana krahnii ist in der peruanischen Region Amazonas nördlich des Ortes Balsas auf steilen Sandsteinhängen in Höhenlagen von 1650 bis 1750 Metern verbreitet.
Die Erstbeschreibung als Borzicactus krahnii erfolgte 1979 durch John Donald Donald. Rob Bregman stellte die Art 1986 in die Gattung Matucana.
In der Roten Liste gefährdeter Arten der IUCN wird die Art als „Vulnerable (VU)“, d. h. als gefährdet geführt.

## Nachweise